# Cervone, Șîroke
Cervone (în ucraineană Червоне) este localitatea de reședință a comunei Cervone din raionul Șîroke, regiunea Dnipropetrovsk, Ucraina.

## Demografie
Componența lingvistică a localității Cervone
     Ucraineană (95,98%)
     Rusă (3,52%)
     Alte limbi (0,5%)
Conform recensământului din 2001, majoritatea populației localității Cervone era vorbitoare de ucraineană (95,98%), existând în minoritate și vorbitori de rusă (3,52%).